# Prats-de-Mollo-la-Preste
Prats-de-Mollo-la-Preste (în catalană Prats de Molló) este o comună în departamentul Pyrénées-Orientales din sudul Franței. În 2009 avea o populație de 1.125 de locuitori.

## Evoluția populației
| An        | 1975  | 1982  | 1990  | 1999  | 2006  | 2009  |
| --------- | ----- | ----- | ----- | ----- | ----- | ----- |
| Populație | 1.190 | 1.142 | 1.102 | 1.080 | 1.141 | 1.125 |